# 安部徹也
安部 徹也（あべ てつや、1967年〈昭和42年〉11月 -  ）は、日本の政治家、実業家。大分県日出町長（1期）。日出町議会議員（2期）を務めた。

## 略歴
- 1967年 大分県生まれ。
- 1986年 大分県立大分雄城台高等学校卒業。
- 1990年 九州大学経済学部経営学科卒業後、太陽神戸三井銀行（現：三井住友銀行）入行[2]。
- 2000年 銀行を退職してサンダーバード国際経営大学院に留学。2001年にMBAを取得。トップMBAのみ加入が許されるΒΓΣ（ベータ・ガンマ・シグマ）会員。
- 2001年 卒業と同時に米国人パートナーと経営コンサルティング事業をアメリカのアリゾナ州にて開始。
- 2008年 MBA Solutionを日本にて法人化し、代表取締役に就任。
- 2011年 日本におけるMBA教育普及を目的とした日本MBA協会を設立。代表理事に就任。

## 政治活動
- 2018年3月25日投開票の日出町議会議員選挙に立候補し当選。
- 2022年3月27日投開票の日出町議会議員選挙に立候補し再選。
- 2024年8月25日投開票の町長選挙に立候補、同選挙では町内における大規模なイスラム系土葬墓地の建設計画が争点の一つとなった。計画に対し反対の立場を取った安部は建設を容認していた現職の本田博文を大差で破り初当選した[3][4]。

※当日有権者数：23,021人 最終投票率：54.66%（前回比：-1.04pts）
| 候補者名 | 年齢 | 所属党派 | 新旧別 | 得票数  | 得票率 | 推薦・支持 |
| -------- | ---- | -------- | ------ | ------- | ------ | ---------- |
| 安部徹也 | 56   | 無所属   | 新     | 8,037票 | 64.24% |            |
| 本田博文 | 71   | 無所属   | 現     | 4,474票 | 35.76% |            |

## 著書
- 『マンガでやさしくわかるブルー・オーシャン戦略』（日本能率協会マネジメントセンター）ISBN 978-4-8207-1951-9
- 『MBA戦略思考の教科書』（かんき出版）ISBN 978-4-7612-7112-1
- 『マンガですぐわかる！ピケティと21世紀の資本論』（ソフトバンククリエイティブ）ISBN 978-4-7973-8361-4
- 『マンガでやさしくわかるコトラー』（日本能率協会マネジメントセンター）ISBN 978-4-8207-1920-5
- 『商品ストーリーから学ぶ戦略の教科書』（中経出版）ISBN 978-4-04-600556-4
- 『ぐるっと！　マーケティング』（すばる舎リンケージ）ISBN 978-4-7991-0400-2
- 『最強の「イノベーション理論」集中講義』（日本実業出版社）ISBN 978-4-534-05254-4
- 『「やられたら、やり返す」は、なぜ最強の戦略なのか 【ゲーム理論】で読み解く駆け引きの極意』（ソフトバンククリエイティブ）ISBN 978-4-7973-7575-6
- 『超入門　コトラーの「マーケティング・マネジメント」』（かんき出版）ISBN 978-4-7612-6969-2
- 『ストーリーでわかる！実践ブルー・オーシャン戦略入門』（日本実業出版社）ISBN 978-4-534-04959-9
- 『これだけ！4P』（すばる舎リンケージ）ISBN 978-4-7991-0129-2
- 『どんな逆境でもダントツの成果を出す　6つの「自分戦略」』（日本経済新聞出版社）ISBN 978-4-532-31704-1
- 『最強の「ビジネス理論」集中講義 ドラッカー、ポーター、コトラーから、「ブルー・オーシャン」「イノベーション」まで』（日本実業出版社）ISBN 978-4-534-04822-6
- 『メガヒットの「からくり」―実例で読み解く発想法とテクニック (角川SSC新書)』（角川SSコミュニケーションズ）ISBN 978-4-8275-5055-9
- 『「ファイナンス」がスラスラわかる本―60分で知ったかぶり! (DO BOOKS)』（同文舘出版）ISBN 978-4-495-57511-3
- 『トップMBA直伝 7日でできる目標達成―いつも目標達成する人の頭の中』（明日香出版社）ISBN 978-4-7569-0968-8